# Луций Арадий Валерий Прокул
Луций Арадий Валерий Прокул Популоний (лат. Lucius Aradius Valerius Proculus signo Populonius) — государственный деятель Римской империи середины IV века, консул 340 года.

## Биография
Прокул происходил из знатной семьи, возможно, его отцом был Арадий Руфин, консул 311 года а братом — Квинт Арадий Руфин Валерий Прокул.
На протяжении жизни занимал множество государственных должностей, в том числе и высших. Его карьера реконструируется в основном по надписям. Он был авгуром и старшим понтификом, квиндецемвиром, понтифик Флавиев (не ясно точно, когда он занимал эти религиозные должности). Занимал должность лат. praetor tutelaris. Был легатом проконсула Нумидии (лат. legatus propraetore provinciae Numidiae) — очевидно, этим проконсулом был Прокул, занимавший этот пост в 319 году (если это так, то, очевидно, он был родственником Валерия Прокула — возможно, дядей).
После этого он был распределителем налогов в провинции Галлеции (лат. peraeqvator census provinciae Galleciae), президом Бизацены (лат. praeses provinciae Byzacenae), консуляром провинций Европы и Фракии) (лат. consularis Europae et Thraciae) — возможно, в 325—328 годах, консуляром Сицилии, потом — одновременно проконсулом провинции Африка и префектом претория Африканского диоцеза (до 333 года), имел титулы лат. comes ordinis secundi, лат. comes ordinis primi, лат. comes iterum ordinis primi intra palatinum. С 10 марта 337 года по 13 января 338 года он был префектом Рима, где в его честь императорами была воздвигнута его статуя. В 340 году Прокул был сделан консулом вместе с Септимием Ациндином.
После восстания Магненция признал узурпатора, и был сделан им вновь префектом Рима (с 18 декабря 351 года по 9 сентября 352 года).
Предположительно, сыновьями Луция были проконсул Африки в 340 году Прокул и Арадий Руфин, префект Рима 376 года.
Известно посвященное ему стихотворение Луция Аврелия Авиания Симмаха, в котором тот утверждает происхождение рода Валерия Прокула от Публия Валерия Публиколы, а также превозносит его характер и верность религии (Прокул был убежденный язычник). Его семья владела особняком на холме Целий, на месте, где некогда жил Публикола.